# Dělnický sionismus
Dělnický sionismus, jinak též labouristický sionismus, levicový sionismus či socialistický sionismus (hebrejsky: ציונות סוציאליסטית, cijonut socialistit) je název pro socialistický proud v rámci sionistického hnutí. Na rozdíl od takzvaného politického sionismu, který představoval Theodor Herzl a Chajim Weizmann, dělničtí sionisté nevěřili, že židovský stát může vzniknout pouze po dohodě světových velmocí, věřili ve vytvoření státu skrze posilování židovské dělnické třídy usazující se v Palestině, a skrze rovnostářsky hospodařící zemědělská družstva (tj. kibucy a mošavy). Nejvýrazněji se tato odrůda sionismu prosadila v rámci odborového hnutí: v roce 1920 byl založen dodnes nejvlivnější svaz Histadrut; důležitou roli sehráli dělničtí sionisté v první arabsko-izraelské válce v letech 1948–1949.
Mezi nejvýraznější teoretiky dělnického sionismu patřili: sekulární filozof Moses Hess a politici Nachman Syrkin s marxistou Berem Borochovem. Praktickým vůdcem se stal David Ben Gurion.

## Ideologie
Zásadním dílem dělnického sionismu se stala kniha Řím a Jeruzalém, poslední národní otázka (německy Rom und Jerusalem, die Letzte Nationalitätsfrage), kterou napsal roku 1862 filozof a spolupracovník Karla Marxe Moses Hess. Ten obhajuje návrat Židů do Palestiny a vytvoření státu na socialistických základech.
Další představitelé socialistického sionismu, například Aharon David Gordon, byli velmi ovlivněni vlnou tzv. evropského romantického nacionalismu. Gordon se ve své práci soustředil především na popis zemědělské třídy, ovlivnil proto vznik kolektivně hospodařících kibuců.
Někteří historici, například Zeev Sternhell, míní, že v rámci dělnického sionismu převládal židovský nacionalismus nad socialismem. Na rozdíl od marxismu se dělnický sionismus neangažoval v tzv. třídním boji, naopak považoval mezitřídní spolupráci za prospěšnou pro vytvoření židovského státu.

## Politická hnutí a strany
Na začátku dvacátého století vznikla židovská strana Poalej Cijon (Dělníci Sionu), která se ovšem v roce 1919 celosvětově rozdělila na sociálně demokratickou sionistickou část a na ryze marxistickou část, která byla příznivě nakloněna ruské bolševické revoluci (v rámci Rudé armády dokonce existovaly židovské oddíly). V Palestině se komunisté v letech 1922–23 rozdělili ještě na sionismu příznivěji nakloněnou Palestinskou komunistickou stranu a čistě antisionistickou Komunistickou stranu Palestiny, později se ale opět sloučili.
Dělnický sionismus zasáhl více politických stran a po vzniku státu Izrael přímo ovlivňoval chod země. Dnes se k němu hlásí především Izraelská strana práce (jako dědic pravicové části Poale Sion v liberálně sociálním pojetí) a strana Merec (levice Poale Sion).